# Mané
Mane là một tổng thuộc  tỉnh Sanmatenga ở miền trung Burkina Faso. Thủ phủ là thị xã Mane. Dân số năm 2006 là 46.297 người.

## Các thị xã và làng xã
Abra, Bangré, Banguessom, Baskouda, Bouïdi, Boulskom, Débéré, Enaba, Galla, Goassa, Gorin, Gosbila, Goudrin, Guinsa, Ignongo, Itaoré, Komestenga, Komsilga, Konlébsé, Kouïbanka, Koukouré, Koulogho, Lessitenga, Malou, Mané-Mossi, Mané-Peulh, Nakombogo, Namassa, Niongsin, Nonghin, Noungou de Komestenga, Noungou de Sanga, Ouénané, Sabouri, Samkoudougou, Sanga, Saorzi, Saou, Silmidougou, Tanlallé, Tanlargo, Tanzéongo, Yabo và Zincko.